# Superserien 2011
Superserien  2011 var Sveriges högsta division i amerikansk fotboll för herrar säsongen 2011. Serien spelades 30 april–10 september 2011  och vanns av Carlstad Crusaders. Serien fick ett nytt lag utöver de lag som var kvalificerade då Örebro Black Knights beviljades en friplats.. Senare, innan serien startade, drog sig Djurgårdens IF ur så antalet lag var oförändrat. Lagen möttes i dubbelmöten hemma och borta. Vinst gav 2 poäng, oavgjort 1 poäng och förlust 0 poäng.
De fyra bäst placerade lagen gick vidare till slutspel. SM-slutspelet spelades 17 september–24 september  och även där segrade Carlstad Crusaders.
De två sämst placerade lagen fick kvala mot lag från division 1 om två platser i nästa års serie.

## Tabell
| Nr | Lag                          | S  | V | O | F | GP  | IP  | PS   | P  |
| -- | ---------------------------- | -- | - | - | - | --- | --- | ---- | -- |
| 1  | Carlstad Crusaders (RL) (RM) | 10 | 9 | 0 | 1 | 399 | 103 | +296 | 18 |
| 2  | Tyresö Royal Crowns          | 10 | 8 | 0 | 2 | 301 | 140 | +161 | 16 |
| 3  | Stockholm Mean Machines      | 10 | 4 | 0 | 6 | 223 | 299 | −76  | 8  |
| 4  | Örebro Black Knights (U)     | 10 | 3 | 1 | 6 | 162 | 200 | −38  | 7  |
| 5  | STU Northside Bulls          | 10 | 3 | 0 | 7 | 152 | 289 | −137 | 6  |
| 6  | Arlanda Jets                 | 10 | 2 | 1 | 7 | 73  | 279 | −206 | 5  |

Färgkoder:
|      | – Kvalificerad för mästerskapsslutspel |
|      | – Kvalspel mot lag från division 1     |
| (RL) | – Regerande ligamästare (seriesegrare) |
| (RM) | – Regerande svenska mästare            |
| (U)  | – Uppflyttad från division 1           |

## Matchresultat
| Hemma \ Borta           | AJ   | CC    | STU   | SMM   | TRC   | ÖBK   |
| Arlanda Jets            | —    | 0–50  | 8–18  | 6–34  | 7–48  | 14–14 |
| Carlstad Crusaders      | 40–7 | —     | 39–12 | 55–13 | 34–28 | 35–6  |
| STU Northside Bulls     | 8–10 | 8–76  | —     | 28–34 | 22–31 | 18–12 |
| Stockholm Mean Machines | 7–21 | 0–28  | 23–26 | —     | 33–28 | 41–13 |
| Tyresö Royal Crowns     | 30–0 | 21–12 | 28–6  | 57–12 | —     | 20–7  |
| Örebro Black Knights    | 30–0 | 8–30  | 28–6  | 37–26 | 7–10  | —     |

## Slutspel

### Semifinaler
|       | 17 september 2011 | Carlstad Crusaders | 54 – 7   | Örebro Black Knights | Tingvalla IP |  |
| 17:00 | 17:00             |                    | (35 – 7) |                      |              |  |
| 17:00 | 17:00             |                    |          |                      |              |  |
| 17:00 | 17:00             |                    |          |                      |              |  |

|       | 18 september 2011 | Tyresö Royal Crowns | 56 – 18               | Stockholm Mean Machines | Tyresövallen       |                    |
| 17:00 | 17:00             |                     | (34 – 6) Matchrapport |                         | Domare: Kåre Axell | Domare: Kåre Axell |
| 17:00 | 17:00             |                     |                       |                         | Domare: Kåre Axell | Domare: Kåre Axell |
| 17:00 | 17:00             |                     |                       |                         | Domare: Kåre Axell | Domare: Kåre Axell |

### SM-final
|       | 24 september 2011 | Carlstad Crusaders | 20 – 7   | Tyresö Royal Crowns | Studenternas IP                  |                                  |
| 12:00 | 12:00             |                    | (14 – 0) |                     | Publik: 1 525 Domare: Klas Leidö | Publik: 1 525 Domare: Klas Leidö |
| 12:00 | 12:00             |                    |          |                     | Publik: 1 525 Domare: Klas Leidö | Publik: 1 525 Domare: Klas Leidö |
| 12:00 | 12:00             |                    |          |                     | Publik: 1 525 Domare: Klas Leidö | Publik: 1 525 Domare: Klas Leidö |

## Kval till  Superserien 2012
|       | 17 september 2011 | STU Northside Bulls | 47 – 27   | Limhamn Griffins | Bergshamra IP |            |
| 16:00 | 16:00             |                     | (20 – 13) |                  | Publik: 50    | Publik: 50 |
| 16:00 | 16:00             |                     |           |                  | Publik: 50    | Publik: 50 |
| 16:00 | 16:00             |                     |           |                  | Publik: 50    | Publik: 50 |

|       | 17 september 2011 | Arlanda Jets | 27 – 14               | Uppsala 86ers | Midgårdsvallen |  |
| 13:00 | 13:00             |              | (14 – 6) Matchrapport |               |                |  |
| 13:00 | 13:00             |              |                       |               |                |  |
| 13:00 | 13:00             |              |                       |               |                |  |